# Zoir Džuraboev
Zoir Murudolloevič Džuraboev (in russo Манучехр Фирдавсиевич Сафаров?; Dušanbe, 16 settembre 1998) è un calciatore tagiko, difensore del So'g'diyona e della nazionale tagika.

## Carriera

### Nazionale
Nel 2024 è stato convocato per la Coppa d'Asia.

## Palmarès

### Club

#### Competizioni nazionali
- Campionato tagiko: 3

Istiklol: 2019, 2020, 2021
- Coppa del Tagikistan: 1

Istiklol: 2019
- Supercoppa del Tagikistan: 2

Istiklol: 2020, 2021